# Futbol'ny Klub Sluck
Il Futbol'ny Klub Sluck, meglio noto come Sluck, è una società calcistica bielorussa con sede nella città di Sluck. Milita nella Vyšėjšaja Liha, la massima divisione del campionato bielorusso.

## Storia
La squadra è stata fondata nel 1998 con il nome di Sluckcukar Sluck. Tra il 1998 e il 2007 ha partecipato al campionato della regione di Minsk. Nel 2008, si è iscritto in Druhaja liha. Nel 2010, ha terminato al secondo posto e nel 2011 ha ottenuto la promozione in Peršaja Liha. All'inizio del 2011 la squadra ha cambiato nome in Sluck.

## Palmarès

### Competizioni nazionali
- Peršaja Liha: 1

2013

### Altri piazzamenti
- Druhaja liha:

Secondo posto: 2010

## Organico

### Rosa
Aggiornata al marzo 2020.
| N. |                         | Ruolo | Calciatore         |
| -- | ----------------------- | ----- | ------------------ |
| 4  | Bielorussia (bandiera)  | D     | Vital' Trubila     |
| 7  | Ucraina (bandiera)      | C     | Yuriy Teterenko    |
| 8  | Bielorussia (bandiera)  | C     | Jahor Sjamënaŭ     |
| 9  | Russia (bandiera)       | A     | Artëm Serdjuk      |
| 10 | Russia (bandiera)       | D     | Soslan Takulov     |
| 11 | Bielorussia (bandiera)  | C     | Vladislav Sychev   |
| 12 | Bielorussia (bandiera)  | A     | Pavel Zuyevich     |
| 17 | Nigeria (bandiera)      | D     | Umar Bala Mohammed |
| 18 | Burkina Faso (bandiera) | D     | Souleymane Koanda  |
| 20 | Bielorussia (bandiera)  | D     | Dzjanis Obrazaŭ    |
| 22 | Bielorussia (bandiera)  | C     | Yevgeniy Velko     |

| N. |                         | Ruolo | Calciatore           |
| -- | ----------------------- | ----- | -------------------- |
| 23 | Bielorussia (bandiera)  | C     | Igor Bobko           |
| 24 | Bielorussia (bandiera)  | C     | Yury Kazlow          |
| 25 | Ucraina (bandiera)      | D     | Serhij Čebotajev     |
| 30 | Bielorussia (bandiera)  | P     | Ilya Branovets       |
| 34 | Bielorussia (bandiera)  | P     | Barys Pankrataw      |
| 55 | Bielorussia (bandiera)  | D     | Aljaksandr Anjukevič |
| 59 | Bielorussia (bandiera)  | D     | Roman Krivulkin      |
| 71 | Russia (bandiera)       | C     | Marat Burayev        |
| 77 | Russia (bandiera)       | A     | Alan Koroyev         |
| 78 | Burkina Faso (bandiera) | A     | Abdoul Gafar Sirima  |
| 99 | Burkina Faso (bandiera) | C     | Dramane Salou        |